# Narva PSK
Der Narva PSK (estnisch Narva Paemurru Spordikool) ist ein estnischer Eishockeyclub aus Narva, der 2003 als Nachfolgeverein des HK Narva 2000 gegründet wurde und in der Unibet Hokiliiga spielt. Die Heimspiele des Vereins werden in der 1.500 Zuschauer fassenden Narva jäähall ausgetragen.

## Geschichte
Eishockey wurde in Narva zunächst bei Narva Kreenholm gespielt. Dieser Klub gewann zu Zeiten der Sowjetunion regelmäßig die estnische Meisterschaft, erstmals 1967. Zudem nahm der Verein zeitweise am sowjetischen Ligasystem teil, unter anderem an der Perwaja Liga 1990/91 und dem UdSSR-Pokal 1974.
In den 1990er Jahren nahm Kreenholm als estnischer Serienmeister (1990 bis 1996) auch am Eishockey-Europapokal teil. 1999 wurde der Klub in HK Narva 2000 umbenannt und erreichte 2001 noch einmal den ersten Platz der estnischen Liga.
Aufgrund finanzieller Probleme wurde der Verein 2003 aufgelöst und aus einer örtlichen Sportschule heraus der Narva PSK als Nachfolgeverein gegründet. 2004, 2011 und 2020 erreichte der PSK die estnische Vizemeisterschaft. 2016 und 2017 wurde man Meister.
Im Februar 2016 wurde er vorzeitig Estnischer Meister. Im März 2017 gewann das Team erneut Goldmedaillen und nahm im Herbst desselben Jahres am Eishockey-Continental-Cup 2017/2018 teil, schaffte es jedoch nicht, die zweite Qualifikationsrunde zu bestehen und wurde Vierter in der Gruppe.
Im Jahr 2024, sieben Jahre später, konnten die Eishockeyspieler von Narva die estnische Meisterschaft gewinnen und werden das Land erneut beim Continental Cup 2024/2025 in der Gruppe B vertreten, deren Spiele in Narva stattfinden werden.

## Erfolge
- Estnischer Meister (19): 1967, 1969, 1971, 1973, 1975, 1986, 1988, 1990, 1991, 1992, 1993, 1994, 1995, 1996, 1998, 2001, 2016, 2017, 2024
- Estnischer Vizemeister (14): 1968, 1970, 1974, 1980, 1981, 1987, 1997, 1999, 2000, 2002, 2003, 2004, 2015, 2019
- Estnischer Pokalsieger (1): 1996

## Berühmte Trainer
- Alexander Romantsov
- Rais Davletkildejev
- Vladimir Tsiprovski
- Aleksander Kolpakov
- Igor Ossipenkov
- Aleksandr Šljapnikov